# Mesoleptus laevigatus
Mesoleptus laevigatus är en stekelart som först beskrevs av Johann Ludwig Christian Gravenhorst 1820.  Mesoleptus laevigatus ingår i släktet Mesoleptus och familjen brokparasitsteklar. Arten är reproducerande i Sverige. Inga underarter finns listade i Catalogue of Life.